# Naja Marie Aidt
Naja Marie Aidt, född 24 december 1963 i Aasiaat, Grönland, sedan 2008 bosatt i Brooklyn i New York, är en dansk författare. Hon debuterade 1991 med diktsamlingen Så længe jeg er ung och har efter det utgivit ett flertal diktsamlingar, samt etablerat sig som novellist och dramatiker. Sedan 1993 har hon varit författare på heltid. 2008 belönades hon med Nordiska Rådets Litteraturpris för sin novellsamling Babian. 2016 utkom sorgeboken Har döden tagit något ifrån dig så ge det tillbaka. 2022 tilldelades hon Svenska Akademiens nordiska pris.

## Priser och utmärkelser
- 1996 – Martin Andersen Nexø-priset
- 1996 – Herman Bangs Mindelegat
- 2004 – Beatricepriset
- 2006 – Kritikerpriset för Bavian
- 2008 – Nordiska rådets litteraturpris för Bavian
- 2011 – Søren Gyldendal-priset
- 2014 – Aarestrup-medaljen
- 2017 – Weekendavisens litteraturpris
- 2020 – Det Danske Akademis Store Pris
- 2022 – Svenska Akademiens nordiska pris